# بیگ‌زاده
بیگ زاده یا بگ‌زاده (به کردی: به‌گزاده)، نام یکی از ایل‌های کُرد ایران است که در شمال غرب ایران و منطقۀ ترگور یکی از سه دهستان واقع در سیلوانا شهرستان ارومیه در استان آذربایجان غربی کشور ایران پراکنده است. 
حدود ۲۱ روستای واقع‌شده در منطقهٔ ترگور معروف به منطقهٔ بیگ‌زاده‌ها میباشند ،همگی کردنشین بوده و اغلب شهروندان آن کشاورز و دامدار هستند. 

## نقش تاریخی
- در اوایل دورة قاجار، بیگ‌های طایفه‌های کُرد حوالی ارومیه و دو سوی مرز ایران و عثمانی، برای عباس‌میرزا نایب‌السلطنه د ۲۴۹ ق، در جنگ، سرباز سواره و پیاده تأمین می‌کردند و از این رو، مورد پشتیبانی او بودند.
- در زمان محمدرضا شاه پهلوی ، کردهای بیگ‌زاده نیز به سرکردگی نوری بیگ بیگ زاده عضو کمیته مرکزی حزب دموکرات کردستان در محال ترگور، واقع در منطقة غربی ارومیه، کنترل کامل منطقه غربی ارومیه رو به دست داشتند،به همین دلیل در تقسیم بندی ها زیر مجموعه هیچ ایلی نیستند و به صورت جداگانه حساب می‌شوند.
- قليج بيگ: قليج بيگ بیگ‌زاده يكي از شخصیت‌های برجستۀ تاريخ بيگ‌زاده است. وی در سن ۱۱ سالگی پیشتاز قشون بیگ‌زاده‌ها بوده و در جنگی واقع در حد فاصل روستای انبی و روستای آوردی از ناحیۀ ران خود زخمی شده و تا پایان عمرخود می‌لنگیده و به همین خاطر در تاریخ به قلیج‌بیگ معروف شد. قلیج‌بیگ بعد از عقب‌نشینی قوای روس از ارومیه به مدت سه سال به همراه بزرگانی دیگر که سرجمع سی و چهار نفر می‌شدند به روسیه رفتند و آموزش‌های لازم را دریافت کرده و پس از بازگشت به عنوان مستشار پایه‌های جمهوری مهاباد را بنا نهادند. ایشان در دو دوره اشغال ارومیه به دست روس‌ها برای کردستان نقش مهمی داشتند. در زمان تأسیس جمهوری مهابادنیز رشادت‌های فراوانی در جبهۀ خود به نمایش گذاشتند. چنان چه خالو قربان هرسینی که به عنوان فردی خائن و مزدور برای قلیج‌بیگ شناخته می‌شد که در قیام جنگل باعث شکست میرزا کوچک خان و قیام او نیز شده‌بود و در صدد ضربه زدن به استقلال کردها برآمده‌بود را در جبهۀ بوکان از پای در آورد.
- نوری‌بیگ و سمکو شکاک: در روایات آمده که وقتی سمکو شکاک داشت قلعۀ معروفش را می‌ساخت از تمام سران طایفه‌های کرد اطراف خواست تا هر کدام یک سنگ را از پایین کوه تا بالای کوه بر دوش برداشته تا با آن‌ها پایۀ قلعه‌اش را بنا کند که با مخالفت نوری‌بیگ بیگ‌زاده همراه شد و روز بعد سمکو ۲ تا از سوارانش را به آنجا فرستاد که نوری‌بیگ دست رد به سینۀ آنها زد که باعث شد روز بعد سمکو با تعدادی سوار راهی منطقۀ بیگزاده‌ها شود<وقتی سمکو وارد دیوان نوری‌بیگ شد همه به غیر از نوری‌بیگ به احترام وی بلند شدند> آن روز سمکو به خاطر شجاعت نوری بیگ ۲ کیسه سکۀ طلا به نوری‌بیگ داد که نوری‌بیگ همانجا پیش چشم سمکو شکاک آن طلاها را بین سواران و غلامانش تقسیم کرد. سمکو، نوری‌بیگ را به قلعه‌اش دعوت کرد. وقتی نوری‌بیگ به آنجا رسید سمکو یک سنگ کوچک به دست گرفت و دستش را روی شانه‌های نوری‌بیگ گذاشت و با هم به بالای کوه و به داخل قلعه رفتند سپس سمکو آن سنگ کوچک را به نوری‌بیگ نشان داد و گفت که تو هم یک سنگ برای قلعۀ من آوردی و دوستی شدیدی بین سمکو و نوری‌بیگ ایجاد شد.
- (بارزانی‌ها): پشتیبانی بیگ زاده‌های منطقه ترگور از بارزانی ها در دهۀ چهل و پنجاه هجری شمسی را می‌توان یکی از نقشه‌های تعیین‌کننده برای هدف رسیدن بارزانی به قدرت دانست.